# Сакире (Боржомский муниципалитет)
Сакире (груз. საკირე) — село в Грузии, на территории Боржомского муниципалитета края (мхаре) Самцхе-Джавахети.

## География
Село находится на юге центральной части Грузии, на правом берегу реки Сакирула (бассейн Куры), на расстоянии 12 километров (по прямой) к юго-западу от города Боржоми, административного центра муниципалитета. Абсолютная высота — 1276 метров над уровнем моря.

## Население
По результатам официальной переписи населения 2014 года, в Сакире проживало 954 человека (499 мужчин и 455 женщин). В национальной структуре населения грузины составляли 99,3 %, русские — 0,3 %, армяне — 0,2 %, осетины — 0,2 %.
| Год  | Население, человек |
| ---- | ------------------ |
| 2002 | 1052               |
| 2014 | ↘ 954              |